# Castellers de les Gavarres
Els Castellers de les Gavarres van ser una colla castellera de Llagostera, Caldes de Malavella i Riudellots de la Selva (Gironès) fundada el 2015 i dissolta el 2022. Va ser reconeguda per la Coordinadora de Colles Castelleres de Catalunya com a «colla en formació» des del 2 de desembre del 2015. Es van presentar públicament el 4 de setembre de 2015 a Llagostera. Els seus padrins eren la Colla Castellera de Figueres i Esperxats de l'Estany.
La Pandèmia de COVID-19 va comportar l'aturada de tot el món casteller, i després no van ser capaços de recuperar l'activitat anterior. A març de 2022 van comunicar la seva baixa com a colla de la CCCC.